# Марк Силий Месала
Марк Силий Месала (на латински: Marcus Silius Messala) e политик и сенатор на Римската империя през края на 2 и началото на 3 век.
Произлиза от фамилията Силии. През 193 г. той е суфектконсул.